# Paredes de Coura (Freguesia)
Paredes de Coura ist eine ehemalige Gemeinde (Freguesia) im nordportugiesischen Kreis Paredes de Coura. In ihr leben 1598 Einwohner (Stand 30. Juni 2011).
Am 29. September 2013 wurden die Gemeinden Paredes de Coura und Resende zur neuen Gemeinde União das Freguesias de Paredes de Coura e Resende mit Sizt in Paredes de Coura zusammengeschlossen.